# Хофман, Рихард
Рихард Хофман (нем. Richard Hofmann; 30 апреля 1844, Делич — 11 ноября 1918) — немецкий скрипач, композитор и музыкальный педагог.
В 1859—1863 гг. учился в Лейпциге игре на скрипке у Раймунда Драйшока, затем работал в различных берлинских оркестрах. В 1866 г. вернулся в Лейпциг, брал уроки у Саломона Ядассона, сам работал учителем музыки. В 1879—1883 гг. руководитель Лейпцигской певческой академии. С 1904 г. профессор инструментовки в Лейпцигской консерватории.
Автор множества камерных произведений, из которых наибольшее значение имели дидактические (прежде всего этюды для скрипки Op. 25 и Op. 96), а также разнообразных переложений и вариаций (в том числе попурри на темы опер Рихарда Вагнера для флейты, скрипки, виолончели и фортепиано). Написал также учебник игры на трубе (нем. Schule für althorn oder es-cornet; 1885), учебник инструментовки (нем. Praktische Instrumentationslehre; 1893, английский перевод в том же году), «Очерк истории музыки» (нем. Grundriss der Musikgeschichte; 1905, на основе более раннего «Катехизиса истории музыки» Р. Мусёла). Среди учеников Хофмана — Рихард Ветц, Джордж Темплтон Стронг и другие.

## Дискография
- Рихард Хофман: 15 этюдов Op.87 для Альт - Марко Мишанья, альта соло (M02 - 2024)[2]